# HD 189733b

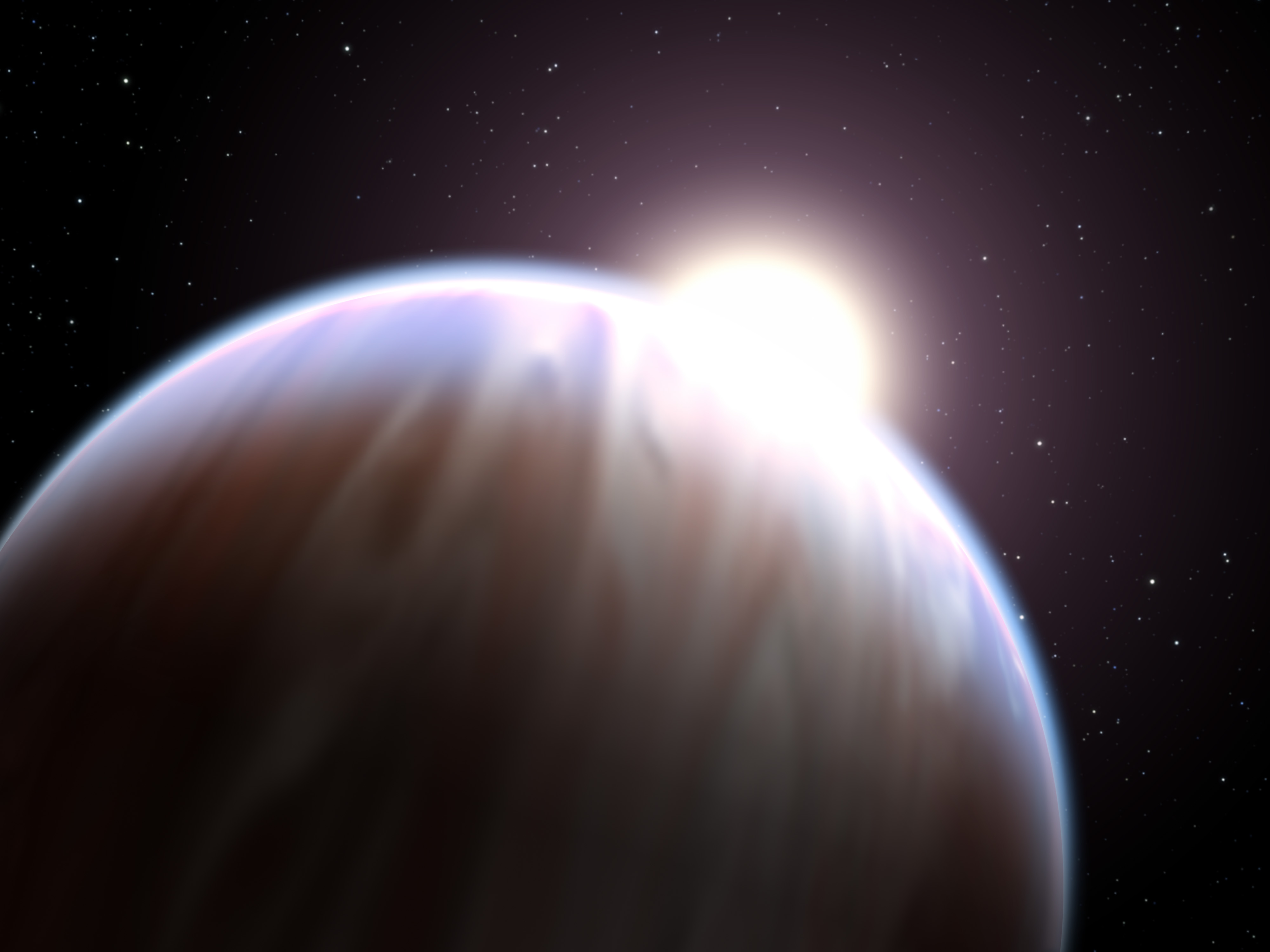
Planeta HD 189773b - o exoplanetă aflată la 63 ani-lumină distanță de noi localizată în constelația Vulpea.

HD 189733b este o exoplanetă aflată la aproximativ 63 de ani-lumină distanță față de sistemul solar în constelația Vulpea. Planeta a fost descoperită în orbitând steaua HD 189733 pe 5 octombrie 2005, când astronomii din Franța au observat că această planetă tranzitează în jurul stelei. Cu o masă cu 13% mai mare decât cea a lui Jupiter, HD 189733b orbitează stelele gazdă o dată la 2,2 zile la o viteză orbitală de 152,5 kilometri pe secundă (341,000 mph), făcându-l pe Jupiter atât de fierbinte cu perspective slabe pentru viață extraterestră. Fiind cel mai apropiat tranzit al unui Jupiter fierbinte de Pământ, HD 189733b este un subiect pentru o examinare atmosferică extinsă.